# Lobsang Yeshe
Lobsang Yeshe (tibétain : བློ་བཟང་ཡེ་ཤེས་, Wylie : blo bzang ye shes ; 1663–1737) fut le 5e panchen-lama.
En 1662, le 4e panchen-lama est mort à 91 ans. En 1665, à la suite d'une demande du monastère de Tashilhunpo, le 5e dalaï-lama (1617-1682) a reconnu un enfant de la région de Tsang comme la réincarnation du précédent panchen-lama et lui donna le nom de Lobsang Yeshe. Le 5e dalaï-lama a ainsi initié la lignée de réincarnation du panchen-lama à qui il attribua le titre d'émanation du Bouddha Amitabha et offrit le monastère de Tashilhunpo. Pour terminer la construction du palais du Potala, le régent Sangyé Gyatso respecta les souhaits du 5e dalaï-lama et garda le secret sur sa mort pendant 12 ans, jusqu'à ce qu'il entendit qu'un garçon de Mon Tawang présentait des capacités remarquables. Il a envoyé ses assistants dans la région et en 1688, l'enfant a été amené à Nankartse, près de Lhassa où il reçut une instruction d'enseignants engagés par le régent Sangyé Gyatso jusqu'en 1697 date où il officialisa la mort du 5e et la découverte du 6e dalaï-lama (1682-1706). Sangyé Gyatso invita alors le 5e panchen-lama, Lobsang Yeshe, à Nankartse, où ce dernier conféra les vœux de moine de novice au jeune dalaï-lama et lui donna le nom bouddhique Tsangyang Gyatso. En 1697, à 14 ans, Tsangyang Gyatso a été intronisé en tant que 6e dalaï-lama à Lhassa. En 1701, Lhazang Khan eut un conflit avec Sangyé Gyatso et le tua, ce qui perturba le jeune dalaï-lama qui abandonna ses études monastiques. Le 6e dalaï-lama a alors rendu visite au panchen-lama à Shigatse, requit son pardon, et renonça à ses vœux de moine novice. Il décédera en 1706 lors d'un voyage vers la Chine. 
En 1720, le 7e dalaï-lama (1708-1757) fut intronisé au palais du Potala. Peu auparavant, le 5e panchen-lama lui avait conféré les vœux de moine novice et son nom bouddhiste, Kelzang Gyatso. En 1726, au mois de Saga Dawa considéré comme placé sous de bons auspices, le 5e panchen-lama lui conféra l'ordination complète de moine. Le 5e panchen-lama fut aussi l'un des professeurs du 7e dalaï-lama Kelzang Gyatso de qui il a appris les traités philosophiques bouddhistes majeurs, et maîtrisa l'ensemble des soutras et des tantras.
En 1713, l'empereur mandchou Kangxi a offert le titre d'Erdini au 5e panchen-lama, Lobsang Yeshe. Erdini est un mot de la langue mongole qui signifie « précieux joyau ». Il s'agit d'un titre élogieux partagé par de nombreux lamas mongols.
Les empereurs mandchous de la dynastie des Qing qui vénéraient les dalaï-lamas en tant que guides spirituels leur ont offert leur soutien dans l'esprit du rapport de prêtre-patron (Chö-yon) existant entre eux. En 1792, en réponse à la demande du gouvernement tibétain, l'empereur mandchou a envoyé une grande force pour aider l'armée tibétaine à repousser les envahisseurs Gorkha. La même année, un système a été institué pour choisir les réincarnations de hauts lamas par tirage au sort. Un événement en Mongolie où le Tibet a une grande influence spirituelle fut la cause de l'introduction de ce système. À la mort du lama mongol Erdini Pandita Khutuktu, un conflit surgit au sujet du choix de sa réincarnation. Afin d'éviter de telles complications à l'avenir, un tirage au sort a été introduit.
Il n'y a aucune évidence historique démontrant que le tirage au sort ait été établi pour choisir les réincarnations des dalaï-lamas et panchen-lamas. D'ailleurs, les Mandchous de la dynastie des Qing étaient un peuple bouddhiste asiatique central distinct, une puissance étrangère occupant la Chine. Les Chinois eux-mêmes identifient les Mandchous comme une force étrangère de métier. En 1911, quand la révolution nationaliste a renversé la dynastie Qing des Mandchous, le Dr Sun Yat-sen a indiqué que la Chine avait été occupée par deux fois par des puissances étrangères : d'abord par les Yuans et en second lieu par les Qing. Aussi, le gouvernement tibétain en exil n'accepta pas les réclamations chinoises prétendument héritées du rapport historique de prêtre-patron entre le Tibet et les Mandchous.